# João Maria Gusmão e Pedro Paiva
João Maria Gusmão (Lisboa, 1979) e Pedro Paiva (Lisboa, 1977) são uma dupla de artistas experimentais portugueses que colaboram desde 2001.

## Percurso
Conheceram-se na Faculdade de Belas-Artes de Lisboa, onde ambos frequentavam o curso de Pintura. A sua parceria artística iniciou-se na área do filme experimental analógico, fotografia e instalação, desenvolvendo paralelamente um labor ensaístico que é parte ativa e congregadora dos seus projetos.

Em 2004 foram os vencedores do Prémio EDP Novos Artistas. Representaram Portugal na 53.ª Bienal de Veneza, realizada em 2009.